# Phú Minh (xã)
Phú Minh là một xã nằm ở phía nam của huyện Sóc Sơn, Hà Nội, Việt Nam.

## Địa lý
Xã Phú Minh có vị trí địa lý:
- Phía Bắc giáp với Sân bay Quốc tế Nội Bài.
- Phía Nam giáp với huyện Đông Anh
- Phía Tây giáp với xã Phú Cường
- Phía Đông giáp với xã Phù Lỗ

Dân cư xã sống tập trung tại 3 thôn: thôn Đoài, thôn Đông, thôn Thắng Lợi và 3 khu dân cư dọc theo Quốc lộ 2.
Người dân Phú Minh sống chủ yếu dựa vào nông nghiệp. Hiện nay, cùng với những thay đổi từ nghị quyết XX của Đảng bộ xã Phú Minh và sự phấn đấu của nhân dân trong xã mà xã Phú Minh đã thay đổi nhiều. Hiện nay, đường làng ngõ xóm đã được làm bằng gạch và bê tông. Đời sống của nhân dân cũng được cải thiện đáng kể. Năm 2008 cả xã có hơn 80 con em đỗ vào các trường đại học và cao đẳng.
- Sự kiện: Ngày 29 tháng 4 năm 2017, xã Tổ chức kỉ niệm thành Đoàn Thanh niên Cộng sản của Xã Phú Minh. (2017-2022)